# Dana (nome)
Dana è un nome proprio di persona maschile e femminile proprio di diverse culture.

## Origine e diffusione
- In italiano è un nome femminile, poco diffuso. Può anche rappresentare l'ipocoristico di Loredana, Giordana, o anche Daniela, Diana o Maddalena.
- Forma femminile del nome Daniele in ceco, rumeno e tedesco[1];
- Ipocoristico bulgaro e macedone, scritto in cirillico Дана, dei nomi femminili Bogdana, Gordana e Jordana[2];
- Nome inglese, sia maschile che femminile, derivato da un cognome che indicava in origine una persona danese; era originariamente dato in onore di Richard Henry Dana Jr. Una variante, solo femminile, di questo nome è Dayna[3].
- Dana è anche una ortografia alternativa del nome per Danu, una dea della fertilità celtica.
- In persiano, la parola Dānā letteralmente significa "sapiente".
- Dana o Danah, in arabo, significa "la perla più perfetta, preziosa e bella". Questo nome è utilizzato principalmente dagli arabi del Golfo Persico (Arabia Orientale).
- In ebraico, il nome Dana significa "arbitro" o "Dio è il mio giudice".
- In Sanscrito e Pali, la parola significa "generosità".

NatiAnno1015202530351995200020052010201520202025FemmineFemmine nate in Italia che si chiamano Dana

## Onomastico
L'onomastico si può festeggiare il 16 gennaio in memoria di san Dana, diacono e martire; eventualmente si può festeggiarlo anche lo stesso giorno di Daniele o Giordano, da cui tale nome può derivare.

## Persone

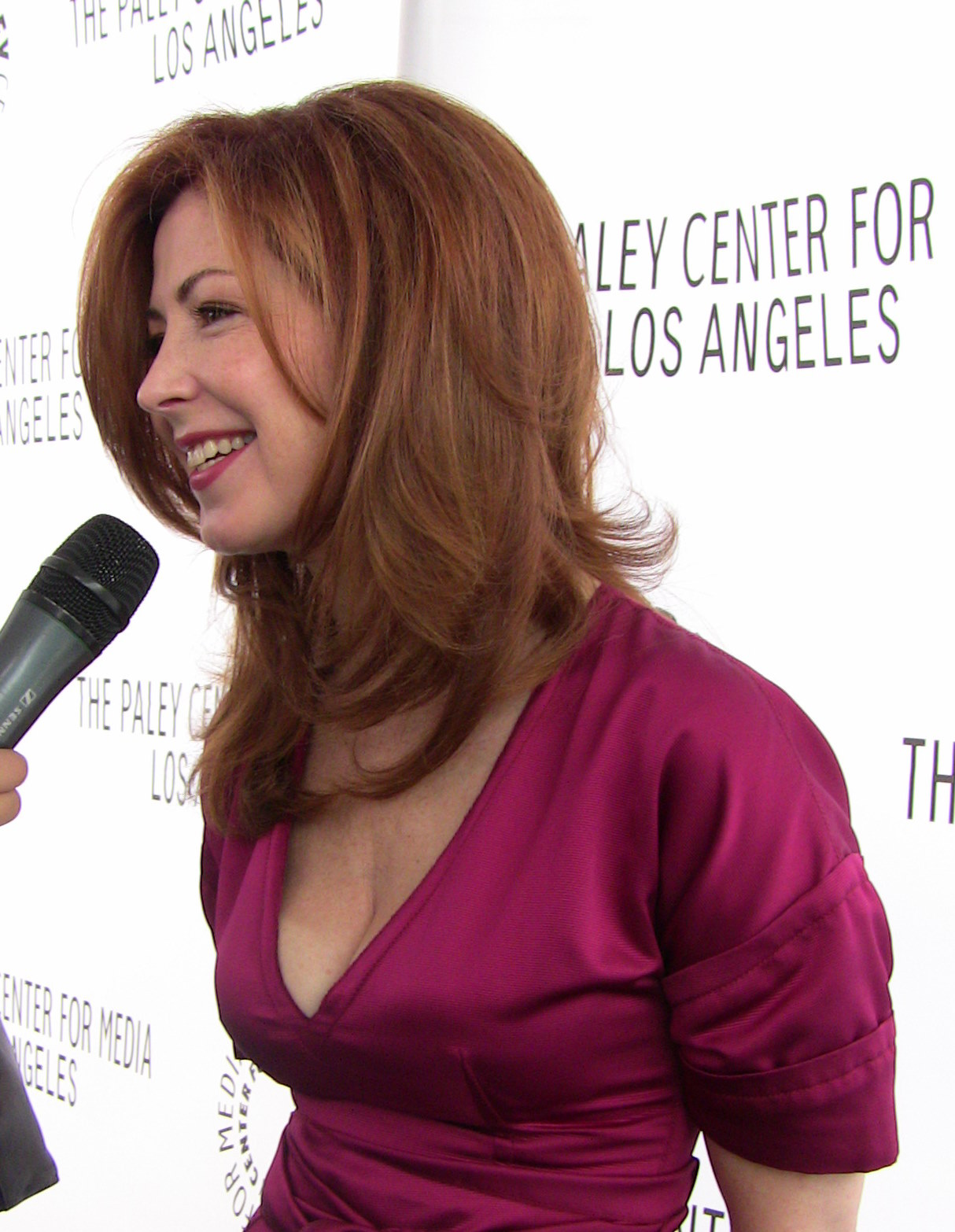
Dana Delany

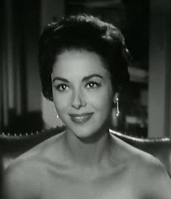
Dana Wynter

### Femminile
- Dana, cantante e politica irlandese
- Dana, cantante, ballerina e attrice sudcoreana
- Dana Bartůňková, attrice ceca
- Dana Dawson, cantante e attrice statunitense
- Dana Delany, attrice statunitense
- Dana Fuchs, cantautrice e attrice statunitense
- Dana Ghia, attrice e cantante italiana
- Dana International, cantante israeliana
- Dana Plato, attrice statunitense
- Dana Vollmer, nuotatrice statunitense
- Dana Wynter, attrice britannica naturalizzata statunitense
- Dana Zátopková, atleta ceca

### Maschile
- Dana Andrews, attore statunitense
- Dana Ashbrook, attore statunitense
- Dana Carvey, attore e comico statunitense
- Dana Elcar, attore statunitense
- Dana Strum, bassista statunitense
- Dana White, imprenditore statunitense

## Il nome nelle arti
- Dana è un personaggio della serie televisiva La vita secondo Jim.
- Dana la cacciatrice è un personaggio della serie televisiva Angel.
- Dana Barrett è un personaggio dei film Ghostbusters - Acchiappafantasmi e Ghostbusters II, diretti da Ivan Reitman.
- Dana Scully è un personaggio della serie televisiva X-Files.
- Dana Tan è un personaggio della serie animata Batman of the Future.